# Graciela del Río
Graciela Del Río (Córdoba, 26 de septiembre de 1947 - Salta, 28 de octubre de 2005) fue una destacada nadadora argentina, la primera cordobesa campeona sudamericana de natación.
Empezó a practicar natación a los cinco años en la piscina del Córdoba Lawn Tennis y comenzó a destacar desde joven en los torneos locales. A los 14 años pasó al Club Juniors y luego, siguiendo a su entrenador Nicolás Spedale, a Redes Cordobesas. A los 16 años, en 1964, ya poseía las mejores marcas de Argentina, pero debido a que se la consideraba muy chica tuvo que luchar para ser incluida en el equipo nacional que iría al Sudamericano de Guayaquil. Finalmente en el torneo, se consagró campeona con récord sudamericano en la final de 400 metros libre, su especialidad.
En los tres años siguientes ganó campeonatos argentinos y torneos en varias provincias y países vecinos, por lo que contribuyó a popularizar la natación femenina en la provincia de Córdoba y fue una de los deportistas cordobeses más destacados de la época.
A principios de 1967, a los 19 años, decidió retirarse de la natación competitiva. Se convirtió luego en locutora y trabajó en la radio durante décadas. También se dedicó a elaborar videos documentales educativos que regalaba junto a su esposo, docente, en escuelas de todo el país.
En 1999, a los 52 años, decidió regresar a la natación y se integró al equipo máster del Círculo de la Fuerza Aérea, donde se convirtió en la principal figura y bajó tiempos durante cuatro años, hasta mayo de 2003. En ese período, obtuvo cuatro récords sudamericanos máster en las pruebas de 200, 400, 800 y 1.500 metros. Tras una enfermedad que fue deteriorando su salud, falleció a los 58 años en Salta, donde había ido por ser el lugar de residencia de su única hija.